# Макс Морлок
Максимилијан Макс Морлок (Нирнберг, 11. мај 1925 — Нирнберг, 10. септембра 1994) је био немачки фудбалер активан током 1950-их и почетком 1960-их. У своје време са репрезентацијом Западне Немачке одиграо је 26 мечева и постигао 21 гол. Играо је на позицији нападача.
У младости је почео да игра фудбал у Ајнтрахт Нирнбергу. Године 1940. постао је члан тада познатог ФК Нирнберга, дебитовао је у првом тиму 30. новембра 1941. године. До 1964. године појавио се више од 900 пута у првој екипи и постигао је око 700 голова. 1948. и 1961. водио је тим до титуле шампиона Немачке, а 1962. и до победника немачког купа. Са чак 38 година се 21 пут појавио у немачкој Бундеслиги. Такође је био најбољи стрелац Оберлиге Суд у периоду 1950–51 и 1951–52.
Његова прва утакмица за национални тим била је 1950. године, када је заиграо уместо повређеног Фрица Валтера. Био је члан тима Западне Немачке који је 1954. освојио њихов први Светски куп. У финалном мечу против Мађарске Морлок је постигао први погодак за Западну Немачку којим је започет преокрет након губљења од 2:0. Последњу утакмицу у државном дресу је одиграо у пријатељској утакмици против Египта у децембру 1958.
Као играч, Морлокове предности су биле сјајна техника у комбинацији са борбеним духом. Најбоље се осећао на позицији везисте и као спона између одбране и напада, али био је опасан и испред гола.
Макс Морлок је умро од рака 1994. године, у 69. години.